# Juhász Mihály Medárd
Nemespáni Juhász Mihály Medárd (Bajna, 1820. május 26. – Lelesz, 1891. július 5.) premontrei rendi áldozópap, kanonok és gimnáziumi igazgató.

## Élete
Apja Juhász Mihály, anyja Nagy Ágnes volt.
Gimnáziumi tanulmányainak befejezése után, 1842. november 1-én Jászón a jászói premontrei rendbe lépett és Nagyváradon a növendékek felügyelője volt. 1845. augusztus 31-én ünnepélyes fogadalmat tett, 1846. november 12-én szentelték pappá. 1849-ben Lőcsén gimnáziumi tanár; 1852-től Rozsnyón a klasszika-filológiát és a történelmet adta elő; 1859-ben Debrődön plébános; 1862-től a kassai gimnáziumban tanár és 1868-tól egyszersmind igazgató. 1872 októberétől a leleszi levéltár őre volt.
Programértekezései a rozsnyói főgimnázium Tudósítványában (1852. Értekezőlevél a régi remekiróknak nemzeti irodalmunk fejlesztésére való hasznáról és szükségéről. 1853. Pótléklevél a görög remekírók befolyásáról a római irodalom kifejlődésére, 1854. Caesar, a honatya, 1855. Róma és Karthagó, 1858. Budavár ostromai és visszafoglalása 1686-ban); cikke a Pesti Hirnökben (1861. Visszaállítandók-e a kir. nemesi finöveldék?); írt még a Religióba (1851-56) névtelenül.

## Művei
- Örömdal mélt. és ft. Fábry Ignácz választott bosoni püspök, a nagyváradi tankerületben kir. főigazgatónak, midőn a nagyváradi kir. növeldét meglátogatni kegyeskednék. Nagy-Várad, 1847
- Örömdal Ő cs. és kir. apostoli Felségének I. Ferencz Józsefnek magyarországi legmagasabb körutazása alkalmából a rozsnyói kath. főgymnasium tanári kara által hódolati zálogúl szentelve 1857. aug. 18. Rozsnyó
- Egyházi beszéd Jézus dicsőséges sirjáról. Uo. 1858
- Örömhangok főtiszteletű Verbőczy István úr, jászóvári prém. r. kanonok, ugyane rendű kanónia nesztora és leleszi plébános tiszteletére, midőn 1859. jan. 2. aranymiséjét mondaná, őt tisztelő és szerető rendtársaitól szentelve. Uo. 1859
- A magyar nemzeti irodalom története. Iskolai használatra. Kassa, 1862-64. I-III. füzet (kőnyomat)
- Örömdal nagymélt. s ft. Fábry Ignácz kassai megyés püspök úrnak, midőn 1865. aug. 6. a Mindenhatónak félszázados miseáldozatát bemutatná, a jászóvári prém. kanonok-rend kassai gymnasiumától legmélyebb tisztelete zálogául szentelve. Uo. 1865
- Nászszózat. Beszterczebánya, 1865
- Compendidium regularum syntacticarum de usu et consecutione temporum. In usum alumnorum cursus Paed. Ven. Conv. Jaszoviensis. Kassa, 1872 (kőnyomat)
- Gyászdal Perger János kassai püspök halálára. Uo. 1876
- Óda Deák Ferencz halálára. Uo. 1876